# Spasskaïa (métro de Saint-Pétersbourg)
Pour les articles homonymes, voir Spasskaïa.
Spasskaïa (en russe : Спа́сская) est la station terminus ouest de la ligne 4 du Métro de Saint-Pétersbourg. Elle est située dans le raïon de l'Amirauté à Saint-Pétersbourg en Russie.
Mise en service en 2009, elle est desservie par les rames de la ligne 4 du métro de Saint-Pétersbourg. Elle est notamment en correspondance directe avec : la station Sennaïa plochtchad desservie par la ligne 2 et la station Sadovaïa desservie par la ligne 5.

## Situation sur le réseau

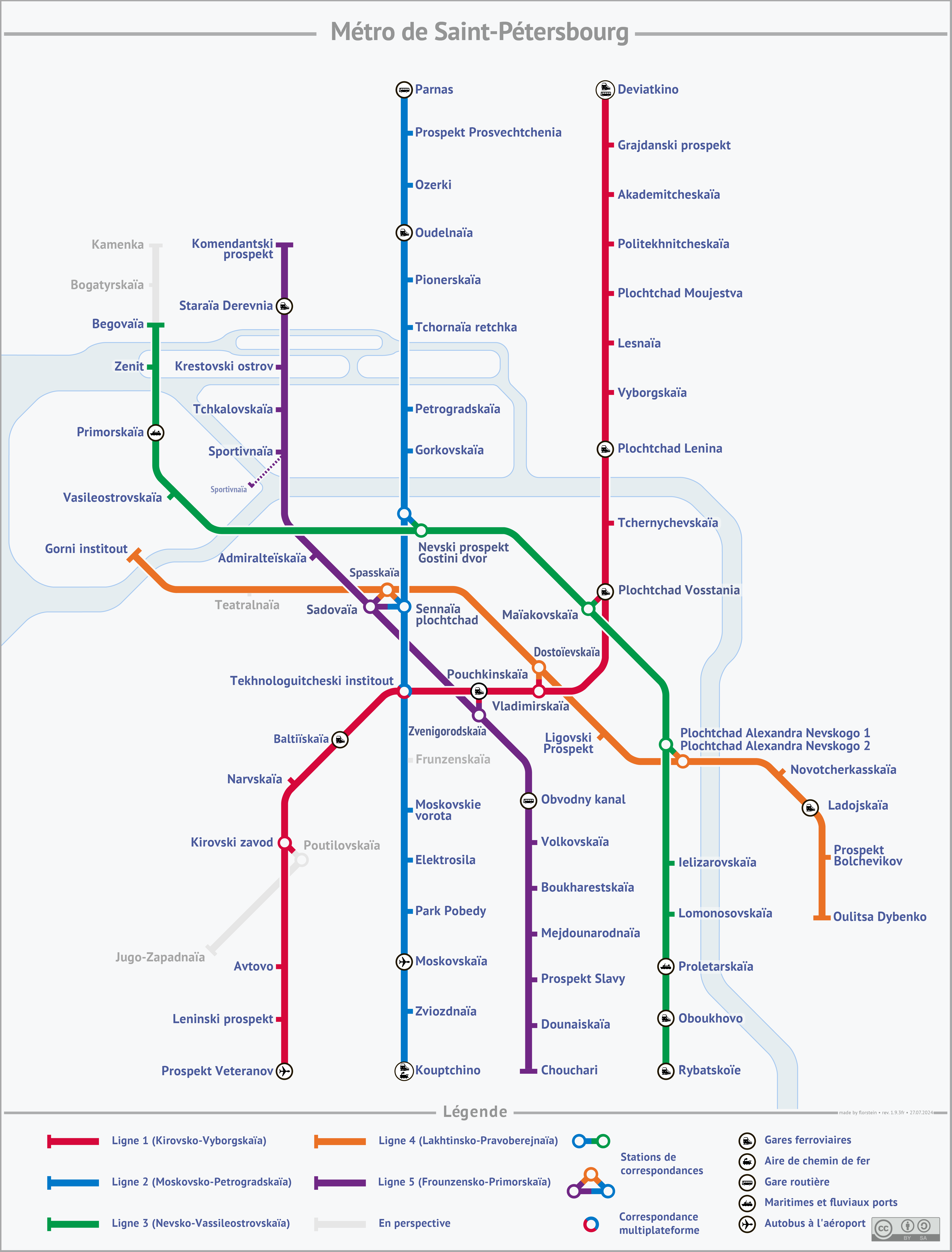
Plan du métro.

Établie en souterrain, à 60 mètres de profondeur,'Spasskaïa est la station terminus ouest de la ligne 4 du métro de Saint-Pétersbourg. Elle est située avant la station Dostoïevskaïa, en direction du terminus estOulitsa Dybenko.
La station dispose d'un quai central encadré par les deux voies de la ligne. Elle forme un nœud de correspondances avec les stations Sennaïa plochtchad desservie par la ligne 2 et Sadovaïa desservie par la ligne 5.

## Histoire
La station terminus Spasskaïa est mise en service le 7 mars 2009, lors du prolongement depuis Dostoïevskaïa et du transfert de Sadovaïa à Komendantski prospekt la nouvelle ligne 5. C'est la seule station du réseau à être en correspondance directe avec deux autres station. Les accès et les sorties s'effectuent alors par l'intermédiaire des pavillons de ces deux autres stations reliées au quai par des relations directes.
Le pavillon, spécifique à la station, d'accès en surface est ouvert le 7 novembre 2013.

## Services aux voyageurs

### Accès et accueil
Le pavillon d'accès en surface, spécifique à la station ouvert en 2013, est en relation avec le quai par un tunnel en pente, équipé de quatre escaliers mécaniques, poursuivi par un long couloir souterrain débouchant sur le quai central par un escalier fixe..

### Desserte
Spasskaïa est desservie par les rames de la ligne 4 du métro de Saint-Pétersbourg.

Installations et desserte
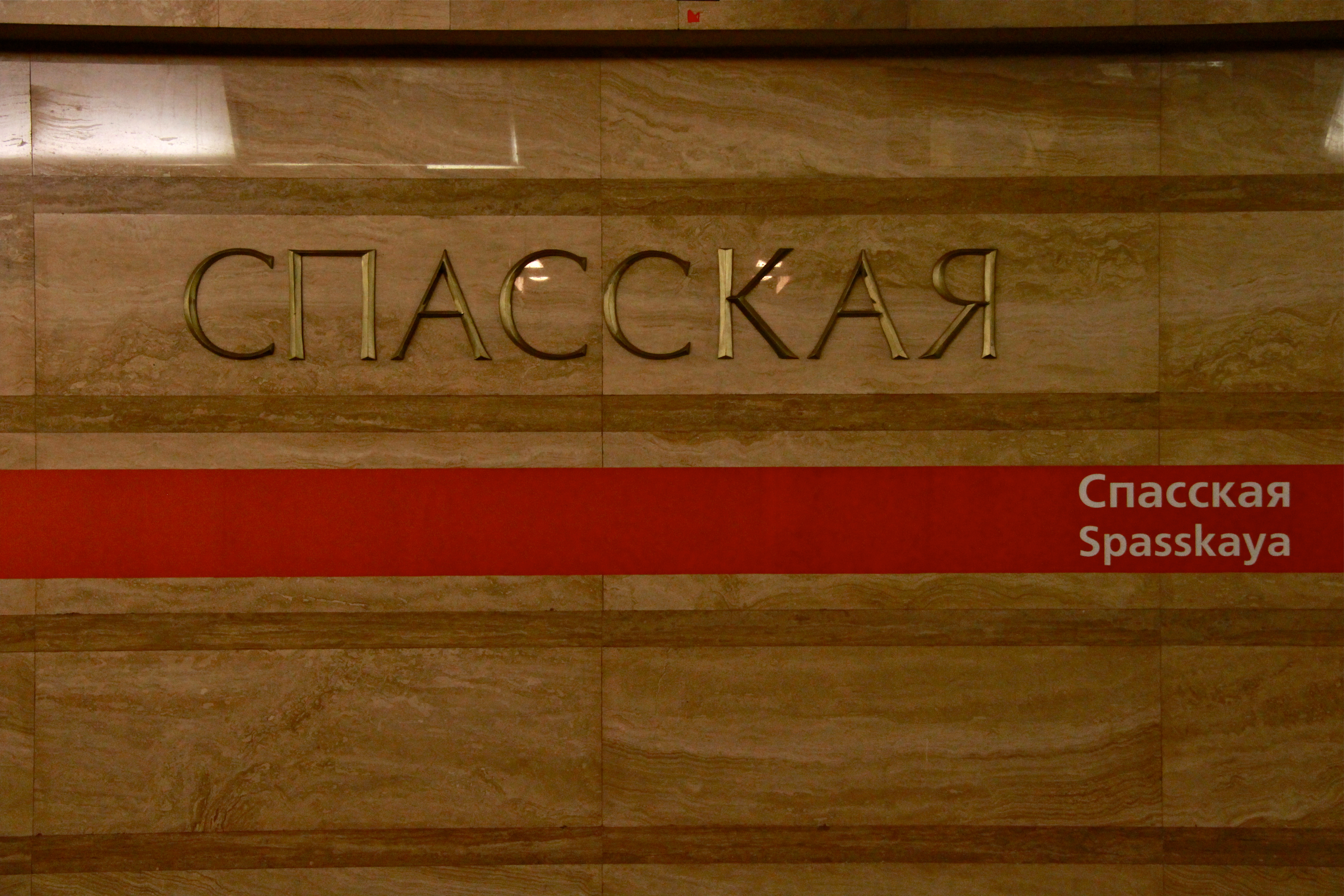
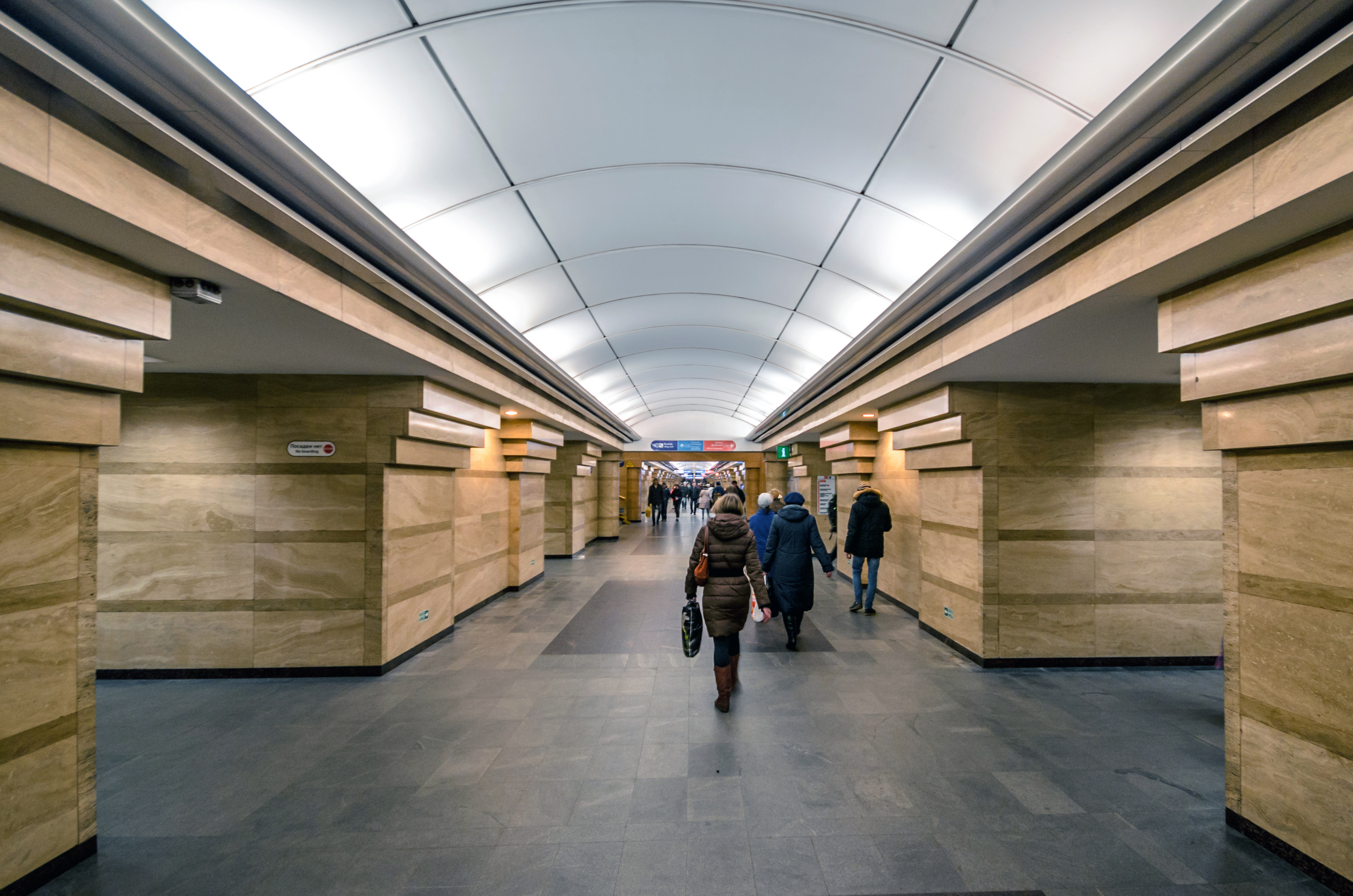
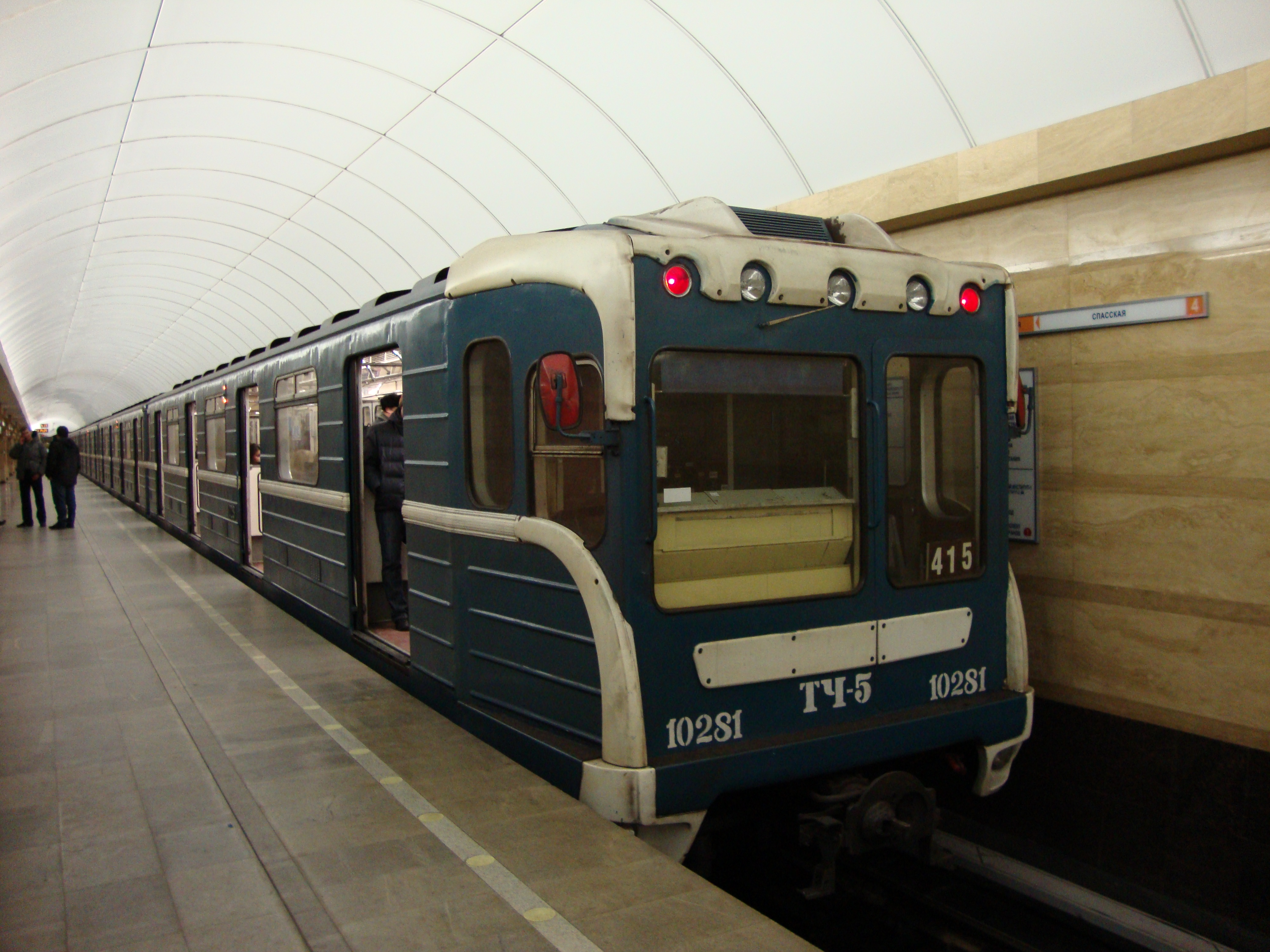

### Intermodalité
Elle est en correspondances directe, par des relations piétonnes souterraines de quai à quai équipées d'escaliers mécaniques, avec les stations : Sennaïa plochtchad desservie par la ligne 2 et Sadovaïa desservie par la ligne 5.
À proximité : une station du tramway de Saint-Pétersbourg est desservie par la ligne 3 ;  un arrêt des trolleybus de Saint-Pétersbourg est desservi par la ligne 17 ; et des arrêts de bus sont desservis par de nombreuses lignes.

## Projet
Le projet de prolongement de la ligne, comportant deux stations Teatralnaïa (ru) et Gorni institout (ru), est en travaux depuis plusieurs années, en 2022, son ouverture a été repoussée de 2025 à 2026.